# Maciej Augustyn
Maciej Witold Augustyn pseud. Michał Broda (ur. 1 kwietnia 1956 w Ustrzykach Dolnych) – polski historyk, z zamiłowania pisarz i historyk Bieszczadów.

## Życiorys
Urodził się w 1956 roku jako najstarszy syn Kazimierza i Wandy z Tarnawskich. Ukończył Liceum Ogólnokształcące w Ustrzykach Dolnych. Jest absolwentem Wydziału Filozoficzno-Historycznego Uniwersytetu Jagiellońskiego. W latach 80. pracował jako nauczyciel historii w szkołach podstawowych w Bieszczadach.
Pracownik Stacji Badawczej Fauny Karpat w Ustrzykach Dolnych będącej lokalnym oddziałem Muzeum i Instytutu Zoologii Polskiej Akademii Nauk w Warszawie.
Autor większości tekstów grupy KSU. Według obiegowej opinii uchodzi za jednego z założycieli Wolnej Republiki Bieszczad.
Starszy brat Bogdana „Bohuna” Augustyna. Wraz z nim i Lesławem „Tomkasem” Tomkowem grał w zespole Chieny Cmentarne (nazwa celowo z błędem ortograficznym).

## Publikacje naukowe
- Augustyn M. 1993. Połoniny w Bieszczadach Zachodnich, Materiały Muzeum Budownictwa Ludowego w Sanoku: 31, s. 88–98.
- Augustyn M., Przyczynek do badań nad osadnictwem dorzecza górnego Sanu, Strwiąża i Wiaru, „Materiały Muzeum Budownictwa Ludowego w Sanoku”, nr 31, Sanok 1993.
- Augustyn M., Cerkiew we wsi Rabe k. Ustrzyk Dolnych, „Bieszczad”, nr 4, Ustrzyki Dolne 1997.
- Augustyn M., Rabacja we wsiach nad górnym Sanem w 1846 r., „Bieszczad”, nr 4, Ustrzyki Dolne 1997.
- Augustyn M. 1997. Exploitation of forests and its influence on local environment along valleys of upper San and Solinka in XIXth and the first half of XXth century /in/ Selected ecological problems of polish-ukrainian Carpathians, Proceedings of the scientific session within the 2nd Annual Meeting of The International Centre of Ecology, Polish Academy of Sciences, Bieszczady: 7–14.
- Augustyn M., Wysiedlenia ludności polskiej z okolic Czarnej, Lutowisk i Ustrzyk D. w latach 1945–1947 w relacjach świadków wydarzeń, „Bieszczad”, nr 6, Ustrzyki Dolne 1999.
- Augustyn M. 1999.Antropogeniczne zmiany środowiska przyrodniczego na terenie dawnej wsi Wołosate w świetle źródeł historycznych, „Roczniki Bieszczadzkie” 7, s. 307–325.
- Augustyn M. 2000. Wpływ produkcji potażu na stan lasów nad górnym Sanem i Solinką w XIX w., „Roczniki Bieszczadzkie” 8, s. 299–324.
- Augustyn M. 2000. Początki górnictwa naftowego w Bieszczadach, „Bieszczad” 7, s. 219–281.
- Augustyn M. 2001. Antropogeniczne zmiany środowiska przyrodniczego na terenie dawnej wsi Ustrzyki Górne, „Roczniki Bieszczadzkie” 9, s. 237–262.
- Perzanowski K., Augustyn M. 2001. Application of long-term data in studies on populations of large mammals and the evaluation of anthropogenic effects at Bieszczady Mountains. Poland. Proc. Natl. Conf. LTER in Poland: 61–64.
- Augustyn M. 2001. Historia kopalni ropy naftowej w Polanie, „Bieszczad” 9, s. 106–162.
- Augustyn M., Dzieje rodzin szlacheckich herbu „Przestrzał” od XVI do XVIII w. Część I, „Bieszczad”, nr 7, Ustrzyki Dolne 2000, s. 9–52.
- Augustyn M., Zarys dziejów wsi Stebnik i kolonii Steinfels, „Bieszczad”, nr 9, Ustrzyki Dolne 2002, s. 95–166.
- Augustyn M., Dzieje rodzin szlacheckich herbu „Przestrzał” od XVI do XVIII w. Część II, „Bieszczad”, nr 10, Ustrzyki Dolne 2003, s. 9–75.
- Augustyn M., Bieszczadzcy przemysłowcy, rzemieślnicy i kupcy pod koniec XIX w., Bieszczad”, nr 10, Ustrzyki Dolne 2003, s. 95–166.
- Augustyn M. 2004. Anthropogenic changes in the environmental parameters of Bieszczady Mountains. Biosphere Conservation, Vol. 6 No 1, Wildlife Conservation Society, Tokyo: 43–53.
- Augustyn M. 2006. Monografia rozwoju przemysłu drzewnego, jako podstawowego czynnika przekształceń środowiska leśnego Bieszczadów Zachodnich w XIX i pierwszej połowie XX wieku.
- Augustyn M. 2007. Antropogeniczne zmiany środowiska wodnego w Bieszczadach do 1951 r. Część 1. Dolina górnego Sanu. „Bieszczad” 13, s. 111–178.
- Augustyn M., Kucharzyk S. 2008. Analiza stanu zachowania lasów we wsiach Ustrzyki Górne i Wołosate w świetle dokumentów historycznych, „Roczniki Bieszczadzkie”, 16, s. 159–178.
- Kucharzyk S, Augustyn M. 2008. Dynamika górnej granicy lasu w Bieszczadach Zachodnich – zmiany w ciągu półtora wieku. Studia Naturae: 54 cz. II, s. 133–156.
- Augustyn M. 2008. Antropogeniczne zmiany środowiska wodnego w Bieszczadach do 1951 r. Część 2. Dorzecze górnej Solinki, „Bieszczad” 14, s. 11–75.
- Augustyn M., Szary A. 2008. Stan zachowania dawnych sadów na terenie wsi Stebnik. „Bieszczad” 14, s. 317–334.
- Augustyn M., 2009. Materiały do analizy antropogenicznych i ekonomicznych przemian we wsi Wołosate w latach 1788–1880. MiIZ PAN. Ustrzyki Dolne. 1–186 + Płyta DVD.
- Augustyn M. 2009. Antropogeniczne zmiany środowiska wodnego w Bieszczadach do 1951 r. Część 3 Dorzecze rzeki Czarna, „Bieszczad” 15, s. 9–63.
- Augustyn M. 2009. Rozgraniczenie wsi Wołosate z 1788 r. jako źródło informacji o stosunkach społecznych i przemianach środowiska przyrodniczego nad górną Wołosatką. „Bieszczad” 15, s. 64–98.
- Augustyn M. 2009. Ekspertyza geologiczna Emila Dunikowskiego, jako źródło historii poszukiwań ropy naftowej w rejonie Czarnej, „Bieszczad” 15, s. 235–249.
- Kucharzyk S. Augustyn M. 2010. Trwałość polan reglowych w Bieszczadzkim Parku Narodowym, „Roczniki Bieszczadzkie” 18, s. 45–58.
- Augustyn M. 2010. Przemysł drzewny i leśnictwo w Bieszczadach Zachodnich do 1951 r. Leśnictwo Bieszczadów wczoraj, dziś, jutro. Polskie Towarzystwo Leśne, Polańczyk, s. s. 155–189.
- Augustyn M. 2010. Antropogeniczne zmiany środowiska wodnego w Bieszczadach do 1951 r. Część 4 Dolina rzeki Jasieńka, „Bieszczad” 16, s. 11–49.
- Augustyn M. 2010. Opis granic wsi Ustrzyki Górne z 1788 r. jako źródło informacji o stosunkach społecznych i przemianach środowiska przyrodniczego nad górną Wołosatką, „Bieszczad” 16, s. 50–75.
- Augustyn M., Giemza J. 2010. Kamienna płyta nagrobna Feronii Z Dubrawskich Orlickiej na cmentarzu cerkiewnym w Chmielu koło Ustrzyk Dolnych, Szczelina światła, Ruskie malarstwo ikonowe, Collegium Collumbinum, Kraków: s. 349–366.
- Kucharzyk S., Augustyn M. 2011. Stosunki gospodarcze we wsiach Bukowiec i Beniowa w końcu XIX wieku, w świetle opinii anonimowego rzeczoznawcy, „Roczniki Bieszczadzkie” 19, s. 17–36.
- Augustyn M. 2011. Antropogeniczne zmiany środowiska wodnego w Bieszczadach do 1951 r. Część 5Dolina górnego Strwiąża. „Bieszczad” 17, s. 13–76.
- Augustyn M. 2011. Zarys dziejów Nadleśnictwa Berehy do 1951 r. „Bieszczad” 17, s. 173–194.
- Augustyn M. 2011. Historia kopalni ropy naftowej w Uhercach Mineralnych. „Bieszczad” 17, s. 213–277.
- Kucharzyk S., Augustyn M. 2011. Stosunki gospodarcze we wsiach Bukowiec i Beniowa w końcu XIX wieku, w świetle opinii anonimowego rzeczoznawcy, „Roczniki Bieszczadzkie” 19, s. 17–36.
- Augustyn M. 2012. Materiały do analizy przemian antropogenicznych i ekonomicznych przemian we wsi Ustrzyki Górne w latach 1777–1900. MIIZ PAN. Ustrzyki Dolne. 1–153 A4 + płyta CD.
- Kucharzyk S., Augustyn M. 2012. Górna granica lasu na terenie wsi Ustrzyki Górne i Wołosate w końcu XVIII wieku, „Roczniki Bieszczadzkie” 20, s. 15–27.